# Lena Meyerholdowa

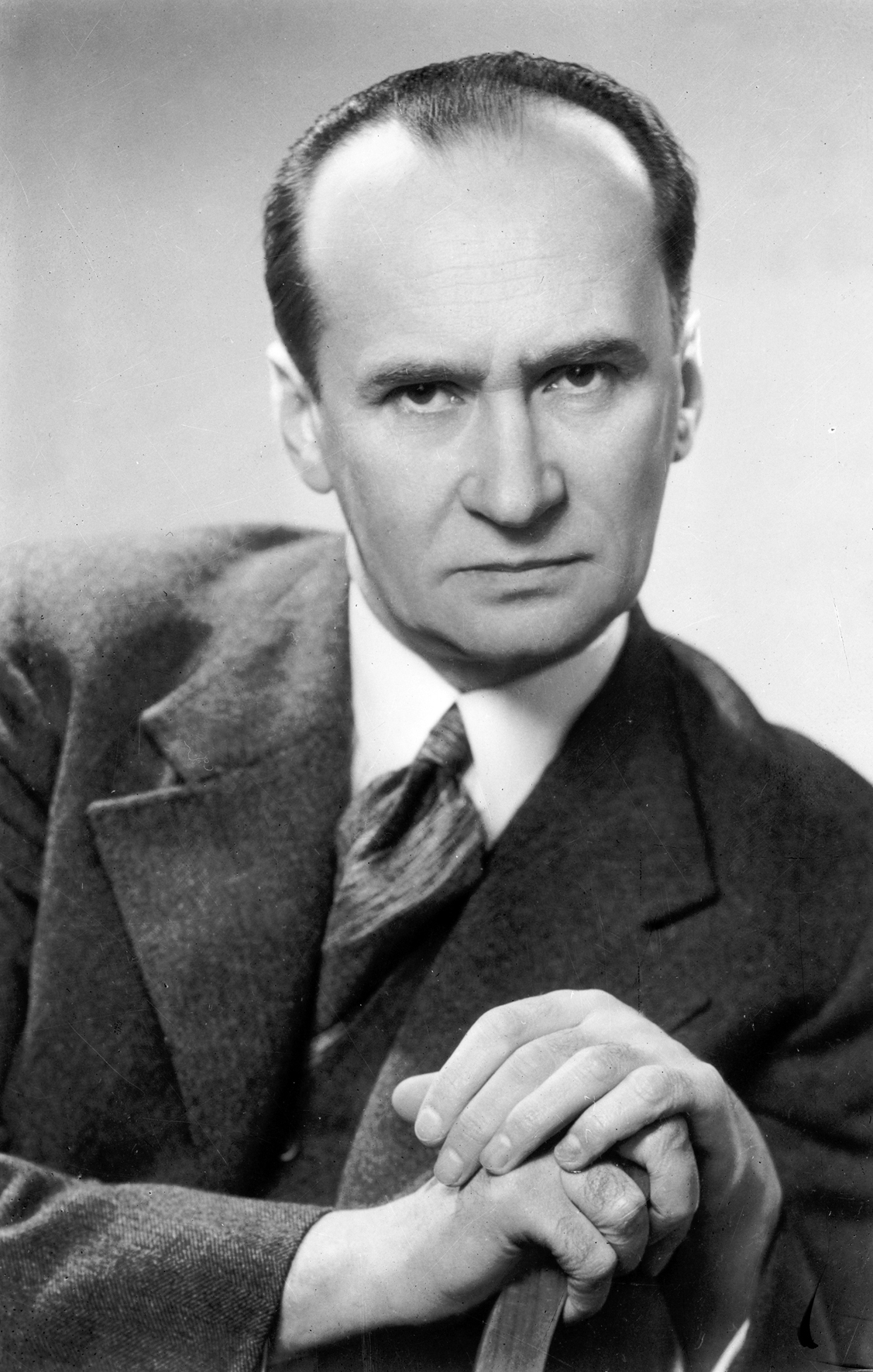
Kazimierz Meyerhold - mąż Leny (ok. 1933 r.)

Lena Meyerholdowa (ur. 10 lutego 1898 w Warszawie, zm. 4 maja 1979 w Krakowie) – spikerka, aktorka, reżyser radiowa.

## Życiorys
Była córką Samuela i Marii z Handunlerów. Leonia Janina Jarblum ukończyła prywatne Kursy Wokalno-Dramtyczne H. J. Hryniewieckiej w Warszawie. Dnia 31 grudnia 1918 w Katedrze w Sosnowcu poślubiła kompozytora Kazimierza Meyerholda, (syna sosnowieckiego przemysłowca), dyrygenta i kompozytora. Była aktorką Teatru Miejskiego w Krakowie, pierwszą spikerką Radia Kraków. 15 lutego 1927 roku ze studia u zbiegu ulic Basztowej i Krowoderskiej zapowiedziała: „Halo, halo. Tu Polskie Radio Kraków na fali 422 metry”. Fakt ten uznaje się za początek działalności tego radia. Pracowała zawodowo pomimo dobrych warunków materialnych, a w opiece nad synem pomagała jej niania. 
Po wybuchu II wojny światowej przez Rumunię i Francję dotarła do Wielkiej Brytanii. Tam współpracowała z Sekcją polską radia BBC, pracowała na rzecz PCK, Ogniska Polskiego w Glasgow i Office of War Information w Londynie. W 1947 roku wróciła do Krakowa. Pracowała w Radiu Kraków w latach 1927–1939 i 1947–1977. 
Adaptowała na potrzeby radia utwory Schillera i Słowackiego tworząc słuchowisko Dwie Marie Stuart (1937) oraz reżyserowała przedstawienia w Teatrze Polskiego Radia: Kurta Goetza Bajkę (1959), Mordercę (1957), Sławomira Mrożka Humoreski (1957).
Po wojnie 3 razy z powodów politycznych zwalniana i przywracana do pracy. W 1958 roku przeszła na emeryturę. Zmarła 4 maja 1979 roku. Pochowana na cmentarzu Rakowickimwraz z mężem i ich synem Janem (Kwatera: BC, Rząd: 4, Miejsce 16).

## Odznaczenia
- Krzyż Kawalerski Orderu Odrodzenia Polski[1]